# Таблични интеграли
Интеграљење је једна од две основне операције у математичкој анализи. 
Неке класе интеграла се решавају шаблонски, према формулама или правилима која описују како се решава интеграл, ако смо у стању да конкретан интеграл препознамо међу следећим примерима. 
На овој страници се налазе неки основни неодређени интеграли.

## Правила за интеграљење општих функција
Хомогеност:
{\displaystyle \int cf(x)\,dx=c\int f(x)\,dx}
Адитивност:
{\displaystyle \int [f(x)+g(x)]\,dx=\int f(x)\,dx+\int g(x)\,dx}
Парцијална интеграција:
{\displaystyle \int f(x)g(x)\,dx=f(x)\int g(x)\,dx-\int \left(d[f(x)]\int g(x)\,dx\right)}

## Интеграли једноставних функција

### Рационалне функције
више интеграла на: Листа интеграла рационалних функција
{\displaystyle \int \,dx=x+C}
{\displaystyle \int x^{n}\,dx={\frac {x^{n+1}}{n+1}}+C\qquad {\mbox{ ako }}n\neq -1}
{\displaystyle \int {\frac {1}{x}}\,dx=\ln {\left|x\right|}+C}
{\displaystyle \int {\frac {1}{x^{2}+a^{2}}}\,dx={\frac {1}{a}}\,\operatorname {arctg} {\frac {x}{a}}\ +C}

### Логаритамске функције
више интеграла на: Листа интеграла логаритамских функција
{\displaystyle \int \ln {x}\,dx=x\ln {x}-x+C}
{\displaystyle \int \log _{b}{x}\,dx=x\log _{b}{x}-x\log _{b}{e}+C}

### Експоненцијалне функције
више интеграла на: Листа интеграла експоненцијалних функција
{\displaystyle \int e^{x}\,dx=e^{x}+C}
{\displaystyle \int a^{x}\,dx={\frac {a^{x}}{\ln {a}}}+C}

### Ирационалне функције
више интеграла на: Листа интеграла ирационалних функција
{\displaystyle \int {1 \over {\sqrt {a^{2}-x^{2}}}}\,dx=\arcsin {\frac {x}{a}}\ +C}
{\displaystyle \int {x \over {\sqrt {x^{2}-1}}}\,dx={\mbox{arcsec}}\,{x}+C}

### Тригонометријске функције
више интеграла на: Листа интеграла тригонометријских функција
{\displaystyle \int \cos {x}\,dx=\sin {x}+C}
{\displaystyle \int \sin {x}\,dx=-\cos {x}+C}
{\displaystyle \int \operatorname {tg} {x}\,dx=-\ln {\left|\cos {x}\right|}+C_{1}=\ln {\left|\sec {x}\right|}+C_{2}}
{\displaystyle \int \csc {x}\,dx=\ln {\left|\csc {x}-\cot {x}\right|}+C}
{\displaystyle \int \sec {x}\,dx=\ln {\left|\sec {x}+\operatorname {tg} {x}\right|}+C}
{\displaystyle \int \cot {x}\,dx=\ln {\left|\sin {x}\right|}+C}
{\displaystyle \int \sec ^{2}x\,dx=\operatorname {tg} x+C}
{\displaystyle \int \csc ^{2}x\,dx=-\cot x+C}
{\displaystyle \int \sin ^{2}x\,dx={\frac {1}{2}}(x-\sin x\cos x)+C}
{\displaystyle \int \cos ^{2}x\,dx={\frac {1}{2}}(x+\sin x\cos x)+C}
{\displaystyle \int \csc {x}\,\cot {x}\,dx=-\csc {x}+C}
{\displaystyle \int \operatorname {arctg} {x}\,dx=x\,\operatorname {arctg} {x}-{\frac {1}{2}}\ln(1+x^{2})+C}

### Хиперболичке функције
више интеграла на: Листа интеграла хиперболичких функција
{\displaystyle \int \sinh x\,dx=\cosh x+C}
{\displaystyle \int \cosh x\,dx=\sinh x+C}
{\displaystyle \int \operatorname {tgh} x\,dx=\ln(\cosh x)+C}
{\displaystyle \int {\mbox{csch}}\,x\,dx=\ln \left|\operatorname {tgh} {x \over 2}\right|+C}
{\displaystyle \int {\mbox{sech}}\,x\,dx=\operatorname {arctg} (\sinh x)+C}
{\displaystyle \int \coth x\,dx=\ln |\sinh x|+C}

## Несвојствени (неправи) интеграли
{\displaystyle \int _{0}^{\infty }{{\sqrt {x}}\,e^{-x}\,dx}={\frac {1}{2}}{\sqrt {\pi }}}
{\displaystyle \int _{0}^{\infty }{e^{-x^{2}}\,dx}={\frac {1}{2}}{\sqrt {\pi }}}
{\displaystyle \int _{0}^{\infty }{{\frac {x}{e^{x}-1}}\,dx}={\frac {\pi ^{2}}{6}}}
{\displaystyle \int _{0}^{\infty }{{\frac {x^{3}}{e^{x}-1}}\,dx}={\frac {\pi ^{4}}{15}}}
{\displaystyle \int _{0}^{\infty }{\frac {\sin(x)}{x}}\,dx={\frac {\pi }{2}}}
{\displaystyle \int _{0}^{\infty }x^{z-1}\,e^{-x}\,dx=\Gamma (z)}